# Брињак (Еро)
Брињак (фр. Brignac) је насеље и општина у јужној Француској у региону Лангдок-Русијон, у департману Еро која припада префектури Лодев.
По подацима из 2011. године у општини је живело 731 становника, а густина насељености је износила 157,2 становника/km². Општина се простире на површини од 4,65 km². Налази се на средњој надморској висини од 80 метара (максималној 69 m, а минималној 21 m).

## Демографија
| 1962. | 1968. | 1975. | 1982. | 1990. | 1999. | 2011. |
| ----- | ----- | ----- | ----- | ----- | ----- | ----- |
| 227   | 232   | 198   | 239   | 317   | 345   | 731   |

График промене броја становника у току последњих година